# همزیستی انسان و دایناسور

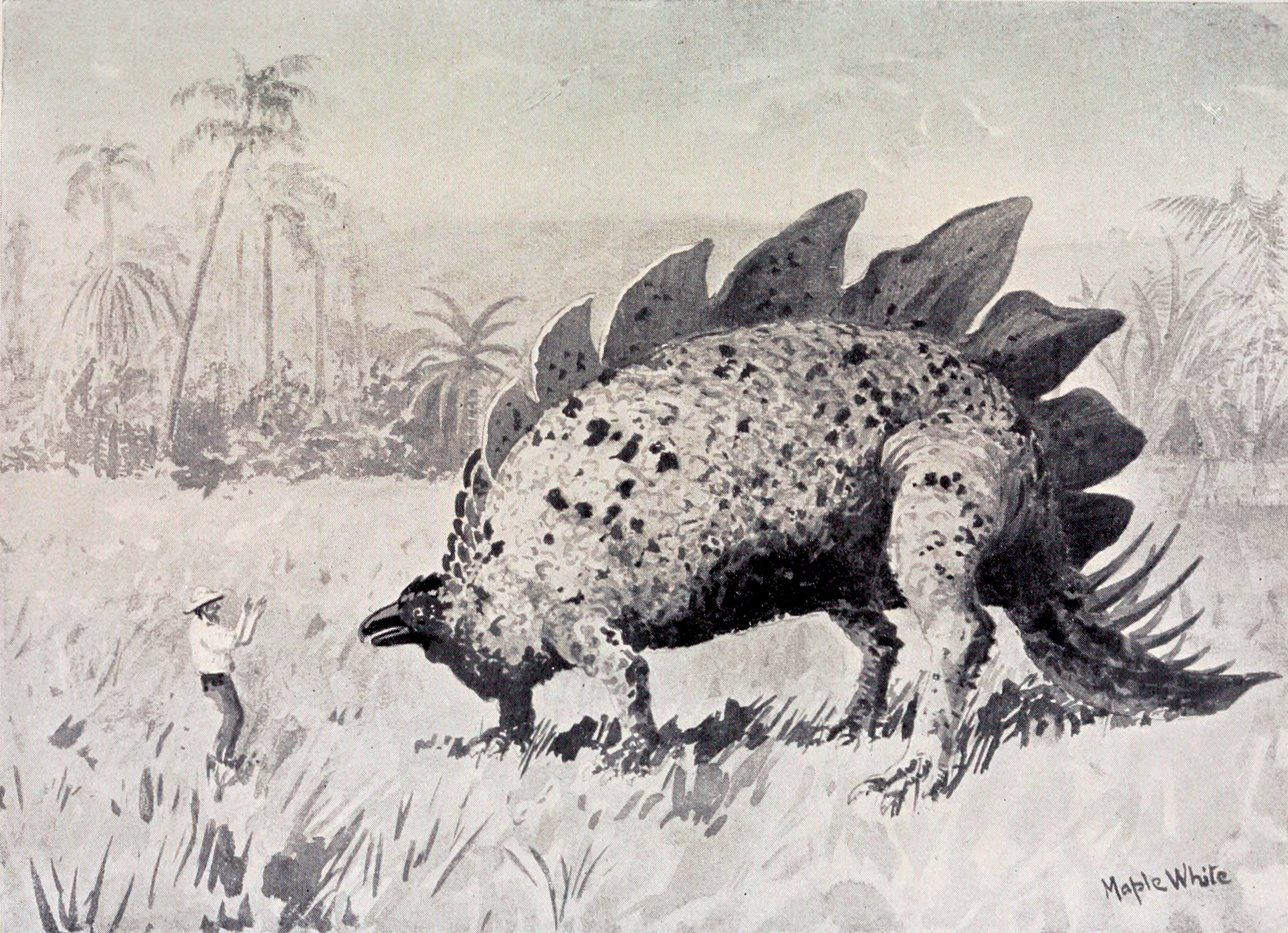
نگاره‌ای از نخستین نسخه دنیای گم‌شده (۱۹۱۲) که یک انسان و یک استگوزاروس (منسوخ) را به تصویر می‌کشد.

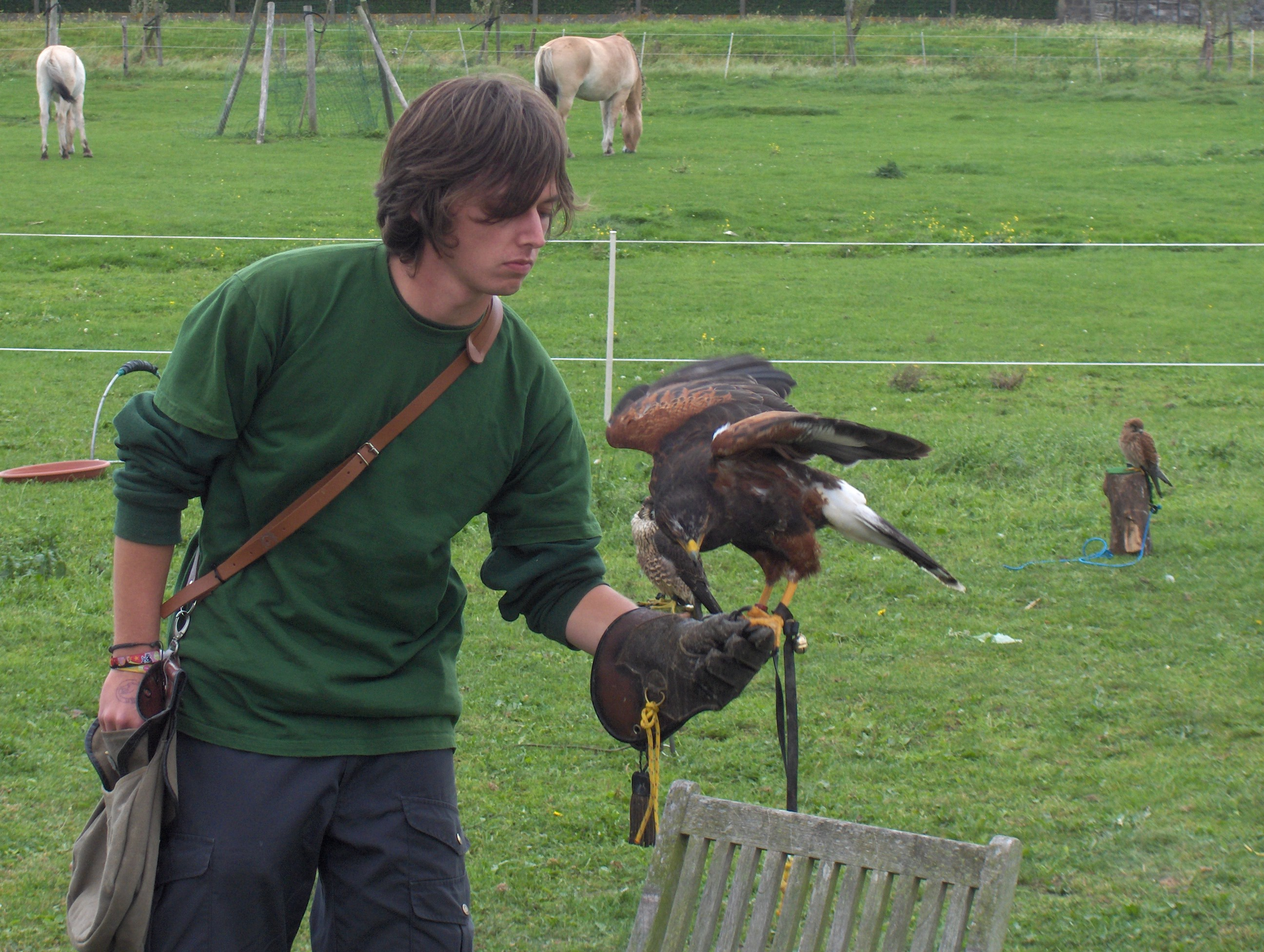
یک بازدار با باز هریس (یک دایناسور پرنده‌ای)

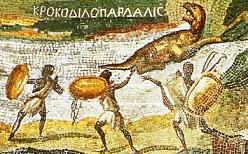
انسان در حال شکار " کروکودیلوپاردالیس " در موزاییک نیل در پالسترینا (سدهٔ اول پیش از میلاد)

همزیستی دایناسورهای پرندگان (پرندگان) و انسان‌ها از نظر تاریخی و در دوران نوین به خوبی ثابت شده است. همزیستی دایناسورهای غیرپرنده و انسان تنها به عنوان یک موتیف تکرارشونده در داستان‌های گمانه‌زنی وجود دارد، زیرا در جهان واقعی دایناسورهای غیرپرنده در هیچ نقطه‌ای با انسان همزیستی نداشته‌اند.
این تصور که دایناسورهای غیرپرنده و انسان در گذشته در کنار هم زندگی می‌کردند یا هنوز در زمان حال همزیستی می‌کردند، یک باور شبه‌علمی و شبه‌تاریخی است که در میان آفرینش‌گرایان زمین جوان، نهان‌جاندارشناسان و برخی گروه‌های دیگر رایج است. این باور اغلب با درک علمی از پیشینه فسیلی و رویدادهای زمین‌شناسی شناخته‌شده در تضاد است. شواهد فرضی ارائه‌شده برای این ایده که دایناسورهای غیرپرنده تا دوران نوین تداوم داشته‌اند، اغلب آشکار شده است که فریبکاری بوده است. برخی از طرفداران تلاش کرده‌اند تا تصاویری از دایناسورها را در میان آثار هنری باستانی یا توصیف‌هایی از رمزارزها شناسایی کنند، اگرچه چنین شناسایی‌هایی اغلب بر اساس ایده‌های منسوخ یا نادرست دربارهٔ زیست‌شناسی و ظاهر زندگی دایناسورها است و اغلب زمینه فرهنگی/هنری را نادیده می‌گیرند.
دانشمندان این ایده را که دایناسورهای غیرپرنده تا به امروز زنده مانده‌اند غیرقابل دفاع می‌دانند، با موارد شناخته‌شده‌ای از به اصطلاح " فسیل‌های زنده " (مانند تهی‌خار) که مشابه مهره‌داران زمینی با جثه بزرگ نیست. این نیاز به دودمان ارواح بی‌سابقه‌ای بدون فسیل برای ده‌ها میلیون سال دارد و کاملاً در تضاد با سابقه نسبتاً خوب فسیلی دایناسورها و دیگر گروه‌ها در میانه‌زیستی است.

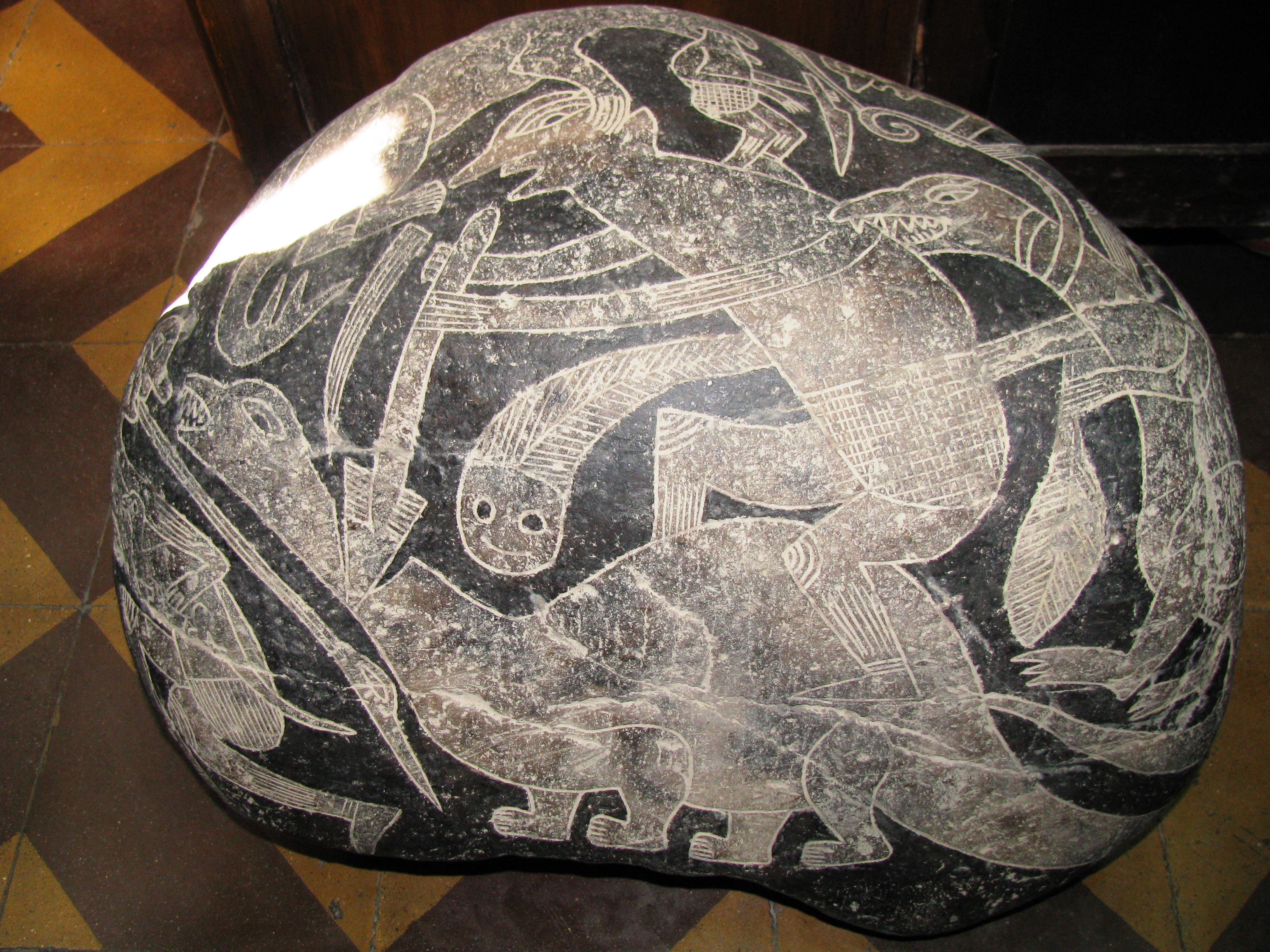
یکی از سنگ‌های ایکا، که دارای تصاویر قدیمی ددپا (سمت راست؛ به‌ویژه در حالت ایستاده و کشیدن دم روی زمین) و خزنده‌پا (پایین) است.